# Magali Faure-Humbert
Magali Faure-Humbert (Bar-le-Duc, 21 de enero de 1972) es una deportista francesa que compitió en ciclismo en la modalidad de pista, especialista en las pruebas de velocidad y contrarreloj.
Ganó dos medallas de bronce en el Campeonato Mundial de Ciclismo en Pista entre los años 1996 y 1997.

## Medallero internacional
| Campeonato Mundial | Campeonato Mundial       | Campeonato Mundial | Campeonato Mundial   |
| Año                | Lugar                    | Medalla            | Competición          |
| ------------------ | ------------------------ | ------------------ | -------------------- |
| 1996               | Mánchester (Reino Unido) | Medalla de bronce  | Velocidad individual |
| 1997               | Perth (Australia)        | Medalla de bronce  | 500 m contrarreloj   |